# Tabanus praepilatus
Tabanus praepilatus är en tvåvingeart som beskrevs av David Fairchild 1943. Tabanus praepilatus ingår i släktet Tabanus och familjen bromsar. Inga underarter finns listade i Catalogue of Life.